# Сафронов Іван Іванович (молодший)
Іван Іванович Сафронов (нар. 18 травня 1990, Москва) — російський журналіст, колишній співробітник газет "Комерсант " і "Відомості ", радник голови корпорації "Роскосмос " Дмитра Рогозіна з інформаційної політики в травні-червні 2020 року.
Затриманий 7 липня 2020 року за підозрою у співпраці зі спецслужбами Чехії та передачі їм секретних матеріалів про постачання російської зброї та дії Збройних сил РФ у країнах Африки та Близького Сходу. В той же день Лефортовський суд Москви задовольнив клопотання звинувачення про арешт, з урахуванням наступних рішень арешт «як виняток» продовжено до 7 квітня 2022. 13 липня 2020 року слідство ФСБ звинуватило Сафронова в державній зраді, а 5 березня 2022 року справу передано до суду. 30 серпня звинувачення вимагало для Сафронова покарання у вигляді позбавлення волі в колонії суворого режиму строком на 24 роки. 5 вересня 2022 року суд визнав Сафронова винним у держзраді і засудив його до 22 років колонії суворого режиму.

## Біографія
Народився 18 травня 1990 року в Москві.
Батько — військовий журналіст, колишній ракетник Іван Сафронов, який загинув за нез'ясованих обставин 2 березня 2007 року. Перед смертю він готував матеріал про таємні постачання російських літаків та зенітних комплексів до Сирії та Ірану через Білорусь, але матеріал не був опублікований, оскільки Сафронов-старший несподівано випав з вікна сходового майданчика свого під'їзду на Нижегородській вулиці, не встигнувши надиктувати інформацію. Офіційно було порушено справу про доведення до самогубства, яке потім було припинено без звинувачення.
У дитинстві займався бальними танцями, став чемпіоном Москви, але після смерті батька вирішив стати журналістом. У 2011 році закінчив відділення ділової та політичної журналістики Вищої школи економіки.
У 2010—2019 роках працював кореспондентом відділу політики, а потім спецкореспондентом Видавничого дому «Комерсант», входив до кремлівського прес-пулу. Коментуючи регулярні спецперевірки ФСБ, які Сафронов успішно проходив як журналіст кремлівського прес-пулу, Російська служба Бі-бі-сі вказує на специфіку роботи ФСБ, де з метою дотримання таємності розслідувань одне управління має право не ділитися інформацією з іншим. Управління режиму може перевіряти журналіста, тоді як військова контррозвідка таємно від інших підрозділів може вести його розробку. До 30 років Сафронов оцінювався незалежними експертами як один із найвідоміших і цитованих у Росії журналістів з числа спеціалізуються на військовій тематиці та космосі. Талант та популярність Сафронова вже після арешту відзначав і прес-секретар президента РФ Дмитро Пєсков.
17 квітня 2019 року Сафронов разом з іншими журналістами «Комерсанта» опублікував статтю про можливу відставку спікера Ради Федерації Валентини Матвієнка. Матеріал викликав неоднозначну реакцію і спричинив конфлікт усередині редакції «Комерсанта» між керівництвом газети та журналістським колективом. Ряд ЗМІ з посиланням на джерела всередині Ради Федерації та адміністрації президента зазначали, що Матвієнко дзвонила власнику видавничого дому «Комерсант» Алішеру Усманову і вимагала вжити заходів. У результаті у травні 2019 року газету залишили практично всі співробітники відділу політики, включаючи Сафронова. Сама Матвієнко заперечувала, що мала якесь відношення до відходу журналістів «Комерсанта», представник Усманова повідомив, що акціонер дізнався про демарш журналістів із преси.
З липня 2019 року до березня 2020 року Сафронов працював спецкореспондентом "Ведомостей ", висвітлював військову та військово-промислову проблематику. Наприкінці березня, відразу після першої зустрічі редакції та майбутнього головного редактора Андрія Шмарова, залишив «Відомості».
З травня 2020 року — радник генерального директора держкорпорації "Роскосмос " Дмитра Рогозіна з інформаційної політики.

### Кримінальна справа
Вранці 7 липня 2020 Іван Сафронов по дорозі на роботу був затриманий біля свого будинку на Нижегородській вулиці, заарештований судом до 6 вересня 2020. Офіційно прес-служба ФСБ повідомила про те, що Сафронов, «виконуючи завдання однієї зі спецслужб НАТО, збирав і передавав її представнику складові державної таємниці — відомості про військово-технічне співробітництво, оборону та безпеку Російської Федерації» і стосовно нього порушено кримінальну справу за ознаками злочину, передбаченого статтею 275 КК Росії («Державна зрада»).
За першим припущенням ЗМІ, причиною порушення кримінальної справи могла стати публікація журналіста в березні 2019 року про контракт на постачання Єгипту партії новітніх російських винищувачів Су-35. Одразу після виходу статті в «Комерсант» держсекретар США Майк Помпео попередив Єгипет про можливі американські санкції у разі придбання російських бойових літаків. На вимогу російських спецслужб стаття Сафронова була видалена з сайту газети «Комерсант» (доступна в архіві газети та на інших ресурсах), а її автор, за словами колег, незабаром був викликаний на розмову до ФСБ. Сафронов стверджував, що його раніше ніколи не викликали на допити до ФСБ — ні за цією статтею, ні з інших приводів. У зв'язку з цією публікацією газета «Комерсант» була залучена до адміністративного судового розгляду за розголошення відомостей, що становлять державну таємницю. Суд без розгляду по суті повернув справу до Роскомнагляду, оскільки претензії відомства були сформульовані настільки неконкретно, що суду було не зрозуміло, в чому саме полягає правопорушення.
Пізніше адвокати Івана Сафронова уточнили, що журналіста підозрюють у тому, що він у 2012 році був завербований спецслужбами Чехії, а у 2017 році отримав від них завдання. Йдеться про передачу через Інтернет військово-технічної інформації про постачання зброї Росії на Близький Схід та Африку. Справа була порушена 6 липня 2020 року, але вже за день, за свідченням адвоката Івана Павлова, налічувала 7 томів. З'ясувалося, що телефон та електронне листування Сафронова відслідковувалися ФСБ протягом тривалого часу.
На першому допиті у ФСБ Сафронов заявив, що провину не визнає та скористається ст. 51 Конституції РФ, що дозволяє не свідчити проти себе. Розслідуванням його справи займається підполковник Олександр Чабан, слідчий 1-го відділу (спеціалізується на держзраді та шпигунстві) слідчого управління ФСБ.
За словами адвокатів журналіста, фахівці інституту криміналістики ФСБ не виявили в публікаціях Сафронова відомостей, що містять держтаємницю. Загалом три експертизи зробили Міністерство оборони РФ і Федеральна служба з військово-технічного співробітництва, вони підтверджують секретність відомостей про постачання озброєнь та дії Збройних сил РФ у країнах Африки та Близького Сходу, які, за версією слідства, Сафронов передав за кордон. Служба зовнішньої розвідки РФ негласно контролювала листування Сафронова електронною поштою з домашнього комп'ютера. За інформацією адвоката Івана Павлова, слідство вважає, що секретні відомості передавалися Сафроновим інтернетом за допомогою методів шифрування. За даними слідства ФСБ, Сафронов при зборі та передачі інформації контрагентам використовував програмне забезпечення шифрування VeraCrypt, а як паролі використовувалися фрагменти з книги письменника-історика Роя Медведєва «Подорож через еру Єльцина» англійською мовою. На думку адвокатів, застосування засобу шифрування без дослідження змісту текстів саме по собі ще не доводить, що Сафронов вчинив злочин, оскільки VeraCrypt є поширеним серед користувачів продуктом, використовуваним журналістами, адвокатами та правозахисниками для конфіденційного спілкування.
За припущенням авторів телепрограми "Вісті тижня ", чеською спецслужбою могло бути Управління зовнішніх зв'язків та інформації (ÚZSI). Сафронов дружив і неодноразово зустрічався з Мартіном Ларішем (що підтверджував сам чех), який у 2010—2012 роках працював у Москві кореспондентом чеської газети Lidové noviny, а потім у Чехії став співзасновником і головою Центру аналізу та профілактики безпеки, що спеціалізується на підготовці доповідей з безпеки в Східній Європі та Африці (другим співзасновником центру, виконавчим директором і партнером Лариша є колишній високопоставлений співробітник Міністерства оборони Чехії Томаш Коломазник, раніше в Міноборони він відповідав за роботу з НАТО і Євросоюзом). Інтернет-видання «Проект» виявило Лариша в соціальних мережах Сафронова в числі його двох чеських друзів. При цьому видання зазначило, що не знає, чи пов'язаний Ларіш з чеськими спецслужбами і чи фігурує в кримінальній справі, а сам Ларіш після арешту Сафронова виявився недоступний для спілкування з журналістами. Однак пізніше Мартін все ж дав коментар Російській службі Бі-бі-сі, заявивши про непричетність до Чеської розвідки.
Перший віце-прем'єр та міністр внутрішніх справ Чехії Ян Гамачек відмовився коментувати справу Сафронова. Колишній глава військової розвідки Чехії Андор Шандор в інтерв'ю Бі-бі-сі припустив, що справа Сафронова могла стати відповіддю Росії на низку дипломатичних скандалів останнього року, наприклад, депортацію глави представництва Росспівробітництва з Праги.
13 липня 2020 Сафронов відмовився від запропонованої йому угоди зі слідством.
22 грудня 2020 року опубліковано документальне підтвердження, що в постанові про залучення Сафронова обвинуваченим у справі про держзраду немає згадки про держкорпорацію «Роскосмос», проте стверджується, що Сафронова завербували для негласного співробітництва з підконтрольною США розвідслужбою Чехії в березні 2012 року, в той час він був кореспондентом газети «Коммерсантъ».
2 березня 2021 року Лефортовський суд на прохання слідства продовжив до 7 травня арешт Івану Сафронову.
18 березня 2021 Московський міський суд визнав законним рішення Лефортовського суду Москви про продовження арешту до 7 травня. У червні 2021 року арешт «як виняток» продовжено до 15 місяців, що закінчуються 7 жовтня 2021 року. Потім арешт продовжено Мосміськсудом до 7 січня 2022.
30 квітня 2021 року адвоката Сафронова Івана Павлова було затримано, а незабаром, після пред'явлення звинувачення, звільнено, проти нього порушено справу про розголошення даних попереднього розслідування (стаття 310 КК РФ). Як стверджується, Павлов передав журналістам копію постанови про залучення Сафронова і повідомив про секретного свідка у справі. У вересні 2021 року адвокат Павлов виїхав з Росії до Грузії «через неможливість повноцінно працювати після вже своєї кримінальної справи».
15 жовтня 2021 адвокати Сафронова повідомили, що він як мінімум місяцем раніше перестав отримувати листи. За словами адміністрації СІЗО, це сталося на запит слідчого, Олександра Чабана, який 2 серпня надіслав до СІЗО листа про необхідність вилучення вхідної та вихідної кореспонденції Сафронова.
1 листопада 2021 року ФСБ завершила слідство у справі Сафронова. Обвинувачений почав вивчення матеріалів, всього у справі 20 томів.
У листопаді 2021 року стало відомо, що Сафронова звинувачують також у передачі інформації також і німецькій розвідці. У кримінальній справі фігурує епізод про те, що Сафронов за 248 доларів продав інформацію про діяльність Збройних сил Росії в Сирії політологу Демурі Вороніну (згодом заарештованого за підозрою в держзраді), яку той перенаправив представникам Цюріхського університету Швейцарії та Федеральної розвідувальної служби Німеччини. Згідно з оцінкою ФСБ, передані від Сафронова на Захід відомості могли бути використані для аналізу дій російських військ у Сирії.
У листопаді 2021 року предметом обговорення у ЗМІ стали події листопада 2012 року, коли військово-морський аташе Японії Нітта Хіросі (якого спецслужби Росії вважали пов'язаним з японською розвідкою) цікавився у 22-річного кореспондента газети «Коммерсантъ» Сафронова про кадрові перестановки в Міністерстві оборони РФ, зміст контрактів, укладених тодішнім міністром оборони Анатолієм Сердюковим, технічних характеристиках МБР «Булава». У 2013 році Хіросі цікавився у Сафронова відомостями про постачання Росією в Китай літаків Су-35, підводних човнів типу «Лада», намірами Міноборони РФ щодо військової бази Камрань, розташуванням місць базування підводних човнів типу «Борей» і МБР «Булава». Допуску до секретної інформації Сафронов не мав, а свої контакти з японським дипломатом вважав дружніми.
За даними адвоката Павлова, у листопаді 2021 слідчий ФСБ запропонував Сафронову нову угоду зі слідством, але той від неї відмовився.
У грудні 2021 року адвокат Павлов повідомив про те, що влітку 2021 року Дмитра Рогозіна було допитано як свідка у справі Сафронова.
У лютому 2022 року суд визнав продовження арешту обвинуваченому до 7 квітня законним.
5 березня 2022 року кримінальну справу Сафронова було передано для розгляду по суті до Мосміськсуду.
18 травня 2022 року на процесі у справі Сафронова прокуратура відмовилася заслуховувати більшу частину своїх свідків після того, як один із них дав свідчення, які, на думку захисту, спростували фабулу звинувачення: фігурант іншої «шпигунської» справи, який уклав раніше угоду зі слідством, заявив, що, за його відомостями, Сафронов отримував інформацію лише з відкритих джерел.
30 серпня 2022 року звинувачення вимагало для Сафронова покарання у 24 роки позбавлення волі в колонії суворого режиму. Підсудний свою провину не визнав, наполягав, що користувався матеріалами лише з відкритих джерел, попросив суд припинити кримінальну справу та звільнити його.
5 вересня 2022 року суд визнав Сафронова винним у держзраді та засудив його до 22 років колонії суворого режиму. Сафронов має намір оскаржити вирок.

### Реакція на кримінальне переслідування
Одразу після затримання прес-служба «Роскосмосу» заявила, що кримінальна справа не стосується поточної роботи Івана Сафронова у держкорпорації. Прес-секретар президента РФ Дмитро Пєсков охарактеризував Сафронова як «справді талановитого журналіста», але заявив, що його затримання не пов'язане з журналістською діяльністю.
7 липня 2020 року не менше 25 осіб, в основному журналісти, були затримані під час проведення одиночних пікетів на підтримку Сафронова, а 8 липня пікети продовжились у Москві та інших містах Росії.
8 липня правозахисний центр «Меморіал» висловив побоювання, що справа Сафронова необґрунтована, сфабрикована та пов'язана з його журналістською діяльністю. Правозахисники вимагали відкритості розслідування цієї кримінальної справи та публічності суду. Спілка журналістів Росії того ж дня направила запит на ім'я директора ФСБ Олександра Бортнікова з проханням надати інформацію про зв'язок справи Сафронова з його журналістською діяльністю. Негайного звільнення Сафронова зажадала й міжнародна неурядова правозахисна організація Комітет захисту журналістів.
14 липня на підтримку Івана Сафронова відбувся онлайн-мітинг на YouTube-каналі «Нової газети»..

### Результати суду
У понеділок, 5 вересня 2022, Московський суд засудив репортера Івана Сафронова до 22 років позбавлення волі, що стало першим вироком у Росії за державну зраду журналісту з 2001 року.

## Особисте життя
Згідно з власною заявою в суді, Іван Сафронов неодружений, дітей у нього немає.
Дівчина — Ксенія Миронова, журналістка, раніше працювала в «Комерсанті» та в «Медузі». Під час першого обшуку перебувала у квартирі Івана, її комп'ютер та телефон також вилучили під час обшуку, з неї взяли підписку про нерозголошення.
Раніше перебував у стосунках із журналісткою, екс-кореспондентом газети «Коммерсант», засновницею видання «Холод» Таїсією Бекбулатовою, у якої також відбувся обшук у справі Сафронова.
Сестра — Ірина Сафронова, 1981 року народження, одружена.